# Arcade plantaire superficielle
L'arcade plantaire superficielle est une anastomose artérielle inconstante du membre inférieur située dans le pied.

## Origine
L'arcade plantaire profonde est formée par l'anastomose de la branche latérale de l'artère plantaire médiale et de la deuxième ou la troisième artère métatarsienne plantaire.

## Trajet
L'arcade plantaire superficielle croise les tendons du muscle court fléchisseur des orteil.